# Paragripopteryx klapaleki
Paragripopteryx klapaleki är en bäcksländeart som beskrevs av Günther Enderlein 1909. Paragripopteryx klapaleki ingår i släktet Paragripopteryx och familjen Gripopterygidae. Inga underarter finns listade i Catalogue of Life.